# Са Силва, Жорже Фелипе
Жорге Фелипе Са Силва Карнейро (порт. Jorge Filipe Sa Silva Carneiro; 14 мая 1983) — португальский футболист, нападающий. С 2014 года игрок мини-футбольго клуба «Пас-де-ла-Каса».

## Биография
Играя за андоррскую «Сан-Жулию» в сезоне 2003/04 футболист стал лучшим бомбардиром чемпионата страны, забив 16 голов. «Сан-Жулиа» тогда стала обладателем серебряных медалей Примера Дивизио и финалистом Кубка Андорры. В июне 2004 года дебютировал в еврокубках, в первом раунде Кубка Интертото против югославского «Смедерево». По сумме двух встреч андоррцы уступили со счётом (0:11). Спустя год принял участие в квалификации Кубка УЕФА, в выездной игре против румынского «Рапида» из Бухареста (0:5).
С 2014 года выступает за футзальную команду «Пас-де-ла-Каса».

## Достижения
- Серебряный призёр чемпионата Андорры (1): 2003/04
- Финалист Кубка Андорры (1): 2004
- Лучший бомбардир чемпионата Андорры (1): 2003/04